# Liste der Biografien/Macy
Liste der Biografien |
Portal Biografien |
Personensuche
# |
A |
B |
C |
D |
E |
F |
G |
H |
I |
J |
K |
L |
M |
N |
O |
P |
Q |
R |
S |
T |
U |
V |
W |
X |
Y |
Z |
?
 
Ma |
Mb |
Mc |
Md |
Me |
Mf |
Mg |
Mh |
Mi |
Mj |
Mk |
Ml |
Mm |
Mn |
Mo |
Mp |
Mq |
Mr |
Ms |
Mt |
Mu |
Mv |
Mw |
Mx |
My |
Mz
 
Maa |
Mab |
Mac |
Mad |
Mae |
Maf |
Mag |
Mah |
Mai |
Maj |
Mak |
Mal |
Mam |
Man |
Mao |
Map |
Maq |
Mar |
Mas |
Mat |
Mau |
Mav |
Maw |
Max |
May |
Maz
 
Maca |
Macb |
Macc |
Macd |
Mace |
Macf |
Macg |
Mach |
Maci |
Mack |
Macl |
Macm |
Macn |
Maco |
Macp |
Macq |
Macr |
Macs |
Mact |
Macu |
Macv |
Macw |
Macy |
Macz
Die Liste der Biografien führt alle Personen auf, die in der deutschsprachigen Wikipedia einen Artikel haben. Dieses ist eine Teilliste mit 10 Einträgen von Personen, deren Namen mit den Buchstaben „Macy“ beginnt.

## Macy
- Macy, Bill (1922–2019), US-amerikanischer Schauspieler
- Macy, Jesse (1842–1919), US-amerikanischer Politikwissenschaftler und Hochschullehrer
- Macy, John B. (1799–1856), amerikanischer Politiker
- Macy, Rowland Hussey (1822–1877), US-amerikanischer Unternehmer
- Macy, W. Kingsland (1889–1961), US-amerikanischer Geschäftsmann, Bankier und Politiker
- Macy, William H. (* 1950), US-amerikanischer Schauspieler, Drehbuchautor und RegisseurWilliam H. Macy (* 1950)

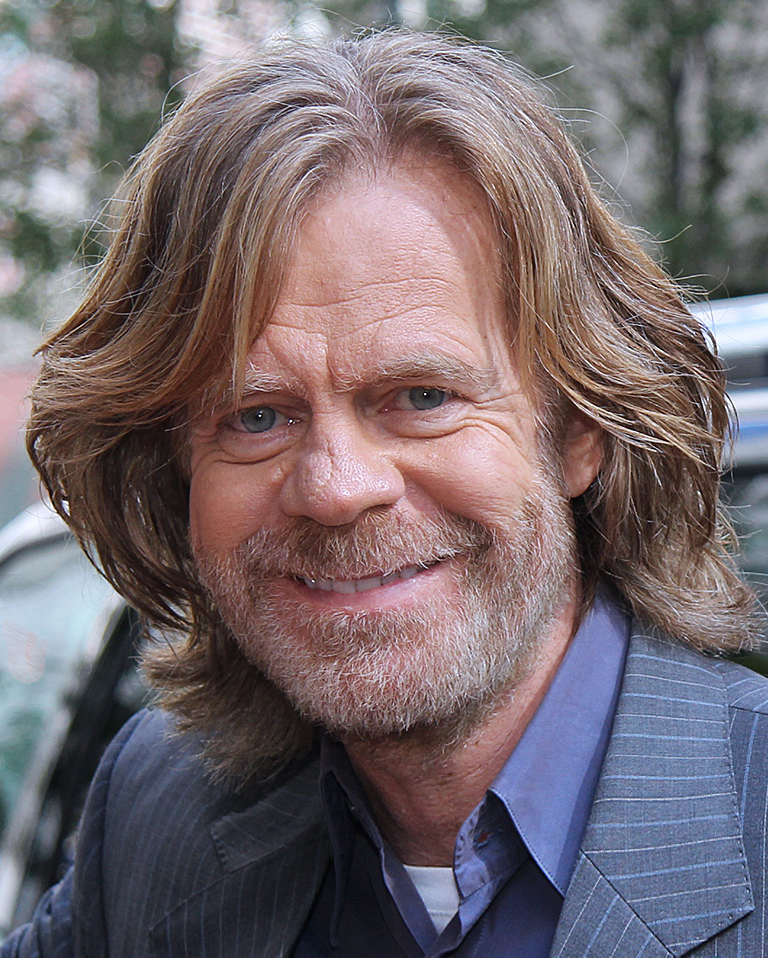
William H. Macy (* 1950)

### Macyk
- Macyk, Wojciech (* 1973), polnischer Chemiker und Hochschullehrer

### Macys
- Mačys, Jonas (1938–2012), litauischer Politiker
- Mačys, Vladas (1867–1936), litauischer Jurist, Zivilprozessualist, VDU-Professor
- Macyszyn, Thomas (* 1979), deutscher Koch